# 蘇聯部長會議特別委員會
蘇聯部長會議特別委員會（簡稱，1945年9月前稱「蘇聯國防委員會特別委員會」；至1946年3月稱「蘇聯人民委員會特別委員會」；非正式名稱為「核能利用特別委員會」）是蘇聯的一個國家機構，根據1945年8月20日國防委員會第9887號決議設立，負責研發和製造核武器，由人民委員會副主席兼內務人民委員拉夫連季·貝利亞擔任主席，本機構的設置標誌著蘇聯正式啟動原子彈研製工程。
1953年6月26日，根據蘇共中央主席團決議撤銷特別委員會。同日，根據蘇聯最高蘇維埃主席團下令成立中型机械工业部，並根據1953年7月9日蘇聯部長會議第1704-669號決議將特別委員會所有人員、文件、檔案轉交至新成立部門管理。

## 背景
在設立特別委員會之前，保障核計劃的工作由蘇聯人民委員會負責，最初由蘇聯化學工業人民委員部人民委員米哈伊爾·格奧爾基耶維奇·別爾烏辛領導。
1944年12月3日，蘇聯國防委員會頒布了第7069號決議《關於確保擴大2號實驗室所開展工作之緊急措施》。所有與原子計劃相關的工作均集中在莫斯科，並在當地劃撥土地以建設實驗室的建築設施。
1945年8月20日，國防委員會發布第9887號決議《關於成立國防委員會特別委員會》，特命特別委員會全權組織與使用鈾原子能有關的一切活動，包括核武器的開發與生產，由拉夫連季·貝利亞任委員會主席。設立該委員會時，借鑑了自1943年7月4日以來運作的蘇聯人民委員會無線電定位委員會的經驗。

## 組成
特別委員會被賦予了緊急權力，可以動用蘇聯政府掌握的所有資源來進行原子彈工程，經費均由蘇聯國家銀行直接劃撥。特別委員會多根據史達林的指示運行，後者要求在短時間內研製出核武器。
為了加快工作進程，特別委員會成員包括所有參與創建蘇聯核工業的黨和國家代表：
| № | 人物                                       | 職位                               | 活動         | 備註                                                                         |
| - | ------------------------------------------ | ---------------------------------- | ------------ | ---------------------------------------------------------------------------- |
| 1 | 拉夫連季·帕夫洛維奇·貝利亞（主席）         | 內務人民委員                       | 情報與反情報 |                                                                              |
| 2 | 格奧爾基·馬克西米連諾維奇·馬林科夫         | 蘇共中央委員會書記                 | 黨務與人事   |                                                                              |
| 3 | 尼古拉·阿列克謝耶維奇·沃茲涅先斯基         | 國家計劃委員會主席                 | 經濟規劃     |                                                                              |
| 4 | 鮑里斯·利沃維奇·萬尼科夫（副主席）         | 弹药人民委員                       | 工程與工業   | 蘇聯人民委員會第一總局局長                                                   |
| 5 | 阿夫拉米·帕夫洛維奇·扎韋尼亞金             | 副內務人民委員                     | 工程與工業   |                                                                              |
| 6 | 伊戈爾·瓦西里耶維奇·庫爾恰托夫（科學主管） | 蘇聯科學院2號實驗室主任            | 科學         | 核計劃首席科學家                                                             |
| 7 | 彼得·列昂尼多维奇·卡皮察                   | 蘇聯科學院物理問題研究所所長       | 科學         | 被邀請解決低溫技術的同位素分離問題，於1945年因與領導層意見不合而退出原子計劃 |
| 8 | 瓦西里·阿列克謝維奇·馬赫涅夫               | 蘇聯國防委員會成員、特別委員會秘書 | 技術         | 秘書長，此人在部份歷史學者研究和當事人回憶中未被提及                         |
| 9 | 米哈伊爾·格奧爾基耶維奇·別爾烏辛（副主席） | 化學工業人民委員                   | 工程工業     | 特殊委員會成立前負責監督第二實驗室                                           |

自特別委員會成立以來，其會議上審議了所有關於蘇聯國防委員會和蘇聯人民委員會涉及核問題的文件，隨後將這些文件交給史達林批准。其後特別委員會的工作流程也發生變化：1947年2月8日，聯共（布）中央政治局會議決定，特別委員會的工作直接向蘇聯部長會議主席史達林或其第一副主席維亞切斯拉夫·莫洛托夫報告。
蘇聯原子彈計劃的一名參與者伊戈爾·尼古拉耶維奇·戈洛溫後來回憶道：「鮑·利·萬尼科夫與伊·瓦·庫爾恰托夫的配合可謂相得益彰。庫爾恰托夫負責解決科學問題，確保工程師及相關科學領域的工作方向正確，而萬尼科夫則負責工業界的命令執行與工作協調。」這一觀點也得到了參與火箭航天工業創建工作的鮑里斯·葉夫謝耶維奇·切爾托克的認同。
為了直接領導參與原子計劃的科研、設計、工程機構及工業企業，特別委員會下設了國防委員會第一總局，負責統籌相關工作。

### 技術委員會
為了分析特別委員會核計畫的科學與技術問題、設計技術設施，需吸納更多科學工作者參與。因此1945年8月20日蘇聯國防委員會第號命令《關於國防委員會特別委員會（負責核能應用）的設置》，確定了特別委員會下技術委員會成員：
| №  | 人員                                       | 職位                         | 頭銜               | 備註                                                   |
| -- | ------------------------------------------ | ---------------------------- | ------------------ | ------------------------------------------------------ |
| 1  | 鮑里斯·利沃維奇·萬尼科夫（主席）           | 彈藥人民委員                 | 工程技術勤務上將   |                                                        |
| 2  | 艾布拉姆·伊薩科維奇·阿里漢諾夫（科研秘書） | 理論與實驗物理研究所所長     | 院士               |                                                        |
| 3  | 伊萬·尼古拉耶維奇·沃茲涅先斯基             |                              | 蘇聯科學院通訊院士 |                                                        |
| 4  | 阿夫拉米·帕夫洛維奇·扎韋尼亞金             | 內務人民委員部副人民委員     |                    | 負責管理「特殊勞動群體」                               |
| 5  | 阿布拉姆·費奧多羅維奇·約費                 | 列寧格勒物理技術研究所所長   | 院士               | 大多數委員會成員都是約費的學生                         |
| 6  | 彼得·列昂尼多维奇·卡皮察                   | 物理問題研究所所長           | 院士               | 由於與領導層的分歧，於1945年退出核計畫                 |
| 7  | 伊薩克·康斯坦丁諾維奇·基科因               | 蘇聯科學院2號實驗室員工      | 蘇聯科學院通訊院士 |                                                        |
| 8  | 伊戈爾·瓦西里耶維奇·庫爾恰托夫             | 蘇聯科學院2號實驗室主任      | 院士               |                                                        |
| 9  | 瓦西里·阿列克謝耶維奇·馬赫涅夫             | 國防委員會成員、貝利亞的副手 |                    | 秘書處負責人，在歷史學家的研究和目擊者回憶錄中未被提及 |
| 10 | 尤里·鮑里索維奇·哈里頓                     | 教授                         | 物理與數學科學博士 |                                                        |
| 11 | 維塔利·格里戈里耶維奇·赫洛平               | 苏联科學院鐳研究所所長       | 院士               | 自1940年起擔任蘇聯科學院主席團鈾問題委員會主席         |

### 工程技術委員會
在核計畫的過程中，需要建立生產原料以獲取武器級鈽，建造核彈的組裝與儲存工廠，解決鈾開採與濃縮問題，以及生產重水（如重水堆）。
為確保工程技術指導計畫設計與企業建設的資源利用，以及指導特種設備的設計與製造，1945年11月30日，在蘇聯人民委員會特別委員會會議上，決定在特別委員會下設立工程技術委員會，該委員會由七人組成：
| 人員                                 | 職務                                 | 軍銜/學銜        | 備註                                 |
| ------------------------------------ | ------------------------------------ | ---------------- | ------------------------------------ |
| 米哈伊爾·格奧爾基耶維奇·別爾烏辛     | 蘇聯化學工業人民委員                 |                  | 委員會主席                           |
| 瓦西里·謝苗諾維奇·葉梅利揚諾夫       | 蘇聯人民委員會標準化委員會主席       | 技術科學博士     | 副主席                               |
| 維亞切斯拉夫·亞歷山德羅維奇·馬雷舍夫 | 第一任蘇聯運輸工程人民委員部人民委員 | 工程技術勤務上將 | 委員會成員                           |
| 阿夫拉米·帕夫洛維奇·扎韋尼亞金       | 內務人民委員部副人民委員             | 中將             | 委員會成員，負責監督「特殊勞動群體」 |
| 根納季·瓦西里耶維奇·阿列克先科       | 電力工業人民委員部副人民委員         | 技術科學博士     | 委員會成員                           |
| 安德烈·格奧爾基耶維奇·卡薩特金       | 蘇聯化學工業的組織者                 | 委員會成員       |                                      |
| 鮑里斯·謝爾蓋耶維奇·波茲尼亞科夫     | 重工機械製造人民委員部技術委員會主席 |                  | 科學秘書                             |

工程技術委員會人員共45人：委員會副主席、科學秘書、助理7名、工程師10名、科室秘書和委員會秘書8名、打字員4名、技術檔案工作人員4名、辦公室工作人員10名。工程技術委員會成員、工作人員及受聘為顧問和專家的人員，薪資和待遇與特別委員會技術委員會的標準相同。工程技術委員會的實際工作依據產業的建立進行，分為幾個方向：
| 部門 | 部門負責人                           | 科研負責人                     | 相關設施                                   |
| ---- | ------------------------------------ | ------------------------------ | ------------------------------------------ |
| 1    | 米哈伊爾·格奧爾基耶維奇·別爾烏辛     | 伊戈爾·瓦西里耶維奇·庫爾恰托夫 | 817廠，武器級鈽生產與化工冶金廠            |
| 2    | 維亞切斯拉夫·亞歷山德羅維奇·馬雷舍夫 | 伊薩克·康斯坦丁諾維奇·基科因   | 813廠                                      |
| 3    | 根納季·瓦西里耶維奇·阿列克先科       | 列夫·安德烈耶維奇·阿齊莫維奇   | 814廠                                      |
| 4    | 安德烈·格奧爾基耶維奇·卡薩特金       | 馬克·奧西波維奇·科恩菲爾德     | 設計與建造化工原料生產設施，設備研發與製造 |
| 5    | 阿夫拉米·帕夫洛維奇·扎韋尼亞金       | 尼古拉·費多托維奇·普拉夫久克   | 礦冶企業的設計與建設，設備研發與製造       |

## 活動與解散
在特別委員會的領導下，蘇聯核工業的建立在很大程度上是通過將與二戰密切相關的、在管理上具有高度集中的人民委員部進行轉型來實現的。彈藥人民委員部之後將下屬的研究所、設計局和工廠交給隸屬特別委員會的國防委員會第一總局，這些機構和工廠成為新工業部門的基礎，此外此一組織結構還負責為第一總局的中央機構提供物資和技術支持，直至其建立起自己的經濟服務部門。內務人民委員部負責情報與反情報工作，為相關活動提供情報保障與反間諜掩護，並參與鈾加工技術的開發，建立新礦產的開採基地，以及建設核工業設施，而是大規模使用內務人民委員部和內務部管理的「特殊勞動群體」（即勞改營囚犯）以及軍事建設部隊為蘇聯核計畫中重要的一環。歷史學家認為，正是因為動員了大量囚犯作為機動且免費的勞動力，才能在極短時間內建立起全新的工業部門。
除直屬於第一總局的組織外，還有大量外部承包商（截至1946年4月1日，共有103家機構、企業和組織參與其中，這個數字不包含編外組織）。特別委員會在建立新工業部門的過程中，協調並指導了這些承包商的工作，這些承包商特別在建設初期承擔了大量的工作。對這些企業的指令均以蘇聯政府的決議形式下達。史達林對特別委員會的活動進行直接監督。1947年2月8日，蘇聯共產黨中央政治局會議上決定，特別委員會將直接向蘇聯部長會議主席史達林或其第一副手莫洛托夫彙報。1945年9月起，隨著蘇聯國防委員會的解散，「蘇聯國防委員會特別委員會」改隸屬於蘇聯人民委員會，並更名為「蘇聯人民委員會特別委員會」。1946年3月，蘇聯人民委員會改組為蘇聯部長會議，「蘇聯人民委員會特別委員會」被更名為「蘇聯部長會議特別委員會」。1953年3月16日，蘇聯部長會議發出第號決議《關於特別工作的管理》確立特別委員會主席一職由貝利亞保留，首席副手為萬尼科夫。1953年6月26日，蘇共中央政治局決定解散蘇聯部長會議特別委員會，並將其現有工作人員、文件處理及檔案轉交給同日成立的中型機械工業部，由1953年7月9日號決議所批准。
至特別委員會解散時，蘇聯擁有了核武器，並建立了完整的生產體系，還開發完成七種不同的原子彈設計，其中RDS-6S設計後來發展為威力更強大的氫彈，而RDS-4則將原子彈縮小到可由伊爾-28轟炸機攜帶，或裝載於導彈彈頭之用。隨後，蘇聯核工業的工作重點轉向至核武器的改進、擴展生產基地和發展核能領域。
歷史學家維克多·波盧寧（Вячеслав Владимирович Полунин）認為，「特別委員會的重建與解散，主要是由蘇聯政治精英內部的權力鬥爭所驅動」，這場權力鬥最終以1953年6月26日貝利亞被逮捕而結束。

## 註腳
1. 1 2 3 4  赵万鑫（2023年），第244页
2. ↑  张泽宇（2020年6月），第47页
3. ↑  张泽宇（2020年6月），第48页
4. 1 2 3 4 5 6 7 8 9 10 11 12 13  Полунин（2007年）
5. 1 2 3 4 5 6  Черток（1999年）
6. ↑  Гончаров & Рябев
7. 1 2 3 4 5 6  Государственный комитет обороны СССР
8. ↑  张泽宇（2017年3月），第110页
9. ↑  许金秋（2019年），第152页
10. ↑  刘玉宝 & 万平（2018年），第199页
11. 1 2  pratom
12. 1 2  Специальный комитет при Совнаркоме СССР